# 翻訳夜話
『翻訳夜話』（ほんやくやわ）は、村上春樹と柴田元幸の対談集および翻訳書。2000年10月20日、文藝春秋より文春新書として刊行された。

## 内容
フォーラム1　柴田教室にて
1996年11月、東京大学教養学部の柴田の翻訳ワークショップで行われた対談。学生との質疑応答も本文に収録されている。
フォーラム2　翻訳学校の生徒たちと
1999年11月、文藝春秋西館ホールで行われた対談。バベル翻訳・外語学院（現 BABEL UNIVERSITY）の学生との質疑応答も本文に収録されている。
海彦山彦　村上がオースターを訳し、柴田がカーヴァーを訳す
村上・カーヴァー「収集」
柴田・カーヴァー「集める人たち」
村上・オースター「オーギー・レンのクリスマス・ストーリー」
柴田・オースター「オーギー・レンのクリスマス・ストーリー」
フォーラム3　若い翻訳者たちと
2000年5月18日、タイトルどおり若い翻訳者6名と共に、上記のカーヴァーとオースターの作品をテーマに行ったフォーラム。参加者は、岸本佐知子、坂口緑、畔柳和代、都甲幸治、前山佳朱彦、岩本正恵。
ここで述べられた「カキフライ理論」は、「村上朝日堂」ホームページに掲載された読者への返信が元になっている。
Collectors (Raymond Carver)
レイモンド・カーヴァーの『Collectors』の原文。巻末に収録されている。
Auggie Wren's Christmas Story (Paul Auster)
ポール・オースターの『Auggie Wren's Christmas Story』の原文。巻末に収録されている。